# Бацач пламена
Бацач пламена (енгл. flamethrower) је врста ватреног оружја из којег се, под притиском компримираног гаса, избацује пламени млаз запаљивог горива. Намењен је за уништење живе силе и паљење борбених средстава и других објеката у блиској борби. Деле се на носеће (леђни, ручни) и самоходне (на тенковима или возилима), а састоје се од 3 основне групе уређаја: за гориво (течно - смеша бензина, нафте и моторног уља, или густо - смеса бензина и прашка напалма), за компримирани гас (азот или ваздух пуњен компресором) и за бацање и управљање млаза. Фугасни пламенобацачи састоје се од резервоара за гориво са млазницом и барутном комором, и као и друге фугасе, укопавају се у земљу: притисак за избацивање пламеног млаза ствара се барутним пуњењем, које се припаљује механички или електрично.

## Развој
Прототип првог пламенобацача израдио је 1906. Немац Рихард Фидлер. Од тог прототипа су 1908. развијена два облика: преносни, мали - Kleif (од  ), капацитета 16 л, домета 22 м и непрекидног дејства 25 секунди и стационарни, велики - Grof (од  ), капацитета 100 л, домета 40 м и непрекидног дејства 40 секунди. Притисак за избацивање пламеног млаза стварао се угљеном киселином, а млаз се палио буктињом, коју је, поред уста цеви бацача, приносио послужилац. После испитивања од 1909. до 1911. Немци су те пламенобацаче увели у наоружање пионирских опсадних батаљона, а 1915. су од њих формирали засебне пламенобацачке јединице.

### Први светски рат
Први пут су масовно употребљени 26. фебруара 1915. против Француза код Вердена, у шуми Маланкур (фр. Malancourt), затим у јуну исте године против Британаца, 27. фебруара 1916. опет против Француза код Вердена, 27. октобра 1916. против Руса код Барановича и 1917. на Солунском фронту против Италијана. Те године уведен је и трећи модел - Wex, али он није задовољио.
Аустроугарска је 1915 произвела пламенобацаче М15, М 15а и М 15б, а Француска, крајем исте године, пламенобацач од 500 л, који је због велике тежине одбачен, па је 1916. произведен нов модел (No1) који је касније замењен савршенијим варијантама (No1 Bis, No2 Bis, No3 Bis).
Велика Британија је израдила три модела пламенобацача: Livens, Vinsent (батерија од 4 заједничка спојена резервоара) и Loyrens (преносни).

### Други светски рат
Између Првог и Другог светског рата појавили су се тенковски пламенобацачи - италијански ЦВ 33 и немачки PZKW II (Ф) (Flamm) (Flammpanzer II "Flamingo")
У Другом светском рату пламенобацачи су боље прилагођени покретном рату. Немачка је увела нове типове: носећи М-41, тенковски PZKW III и један фугасни. Коришћени су највише при освајању утврђења. Италија је произвела два носећа пламенобацача: М-40 и М-41 и један тенковски, а СССР носећи ПОКС-3 и фугасне ФОГ-1 и ФОГ-2 који су највише употребљавани у борбама кос Стаљинграда и у Берлину. Велика Британија је најпре увела један нов носећи пламенобацач (енгл. Lifebuoy), затим један на оклопним колима (енгл. Wasp) и један тенковски (енгл. Crocodile).

#### На Пацифику
САД су 1943. развиле тенковски пламенобацач М3-4-3, који је једно време служио као главно тенковско оружје, уместо артиљеријског оруђа, а доцније, претежно као помоћно уместо предњег митраљеза. До краја рата произведено је око 1.700 таквих пламенобацача. Сем њих, Американци су у тенкове уграђивали британске пламенобацаче (енгл. Ronson MK IV), за борбу на Пацифику, и Crocodile, за борбу у Европи. У 1944. увели су у наоружање носећи пламенобацач М2-2, чији се млаз палио запаљивим метком. Пошто је због карактеристика терена (прашуме и испресецано земљиште) и одбране (јака утврђења) артиљеријска, па и пешадијска ватра била недовољно ефикасна, америчке јединице су у борбама на острвљу Пацифика врло много употребљавале пламенобацаче. На пример, 5. тенковски батаљон је једног дана избацио пламенобацачима на јапанске положаје око 40.000 л напалма. На поједине неприступачне гребене довлачена су дугачка гумена црева спојена с тенковским пламенобацачима, па су ватром из њих обасипана склоништа из којих су Јапанци давали снажан отпор и после јаке артиљеријске припреме. У Европи је свака америчка пешадијска дивизија имала по 150 носећих пламенобацача, а 1944. и известан број тенковских пламенобацача.